# Francis Villatoro
Francisco Román Villatoro Machuca (Mijas, 1969), más conocido como Francis Villatoro, es un informático, físico, doctor en matemáticas y divulgador científico español. Trabaja en el departamento de Lenguajes y Ciencias de la Computación de la Universidad de Málaga, como profesor y como investigador en ciencias computacionales aplicadas a problemas en diversas ramas de la ciencia y de la ingeniería. Como divulgador científico imparte multitud de conferencias, publica el blog La Ciencia de la Mula Francis y es colaborador habitual en pódcast de ciencia y en programas de radio. 

## Carrera académica
Pese a provenir de familia con pocos estudios, destacó en lo académico desde sus inicios. Su primera vocación fue la biología, teniendo como referentes a famosos naturalistas como Félix Rodríguez de la Fuente o David Attenborough. Sin embargo, a medida que avanzaba en sus estudios de bachillerato, fue descubriendo su interés por otras disciplinas como la informática, la física y las matemáticas, orientando así más su vocación hacia la ingeniería.
Un profesor le consiguió una beca para estudiar ingeniería de telecomunicaciones en Madrid, pero la familia no podía permitirse mantenerlo en esa ciudad durante los seis meses que tardaba en llegar el dinero de la beca. Decidió entonces cursar la diplomatura de informática en Málaga, con la intención de trabajar en Madrid después de acabarla y seguir estudiando allí, posiblemente ciencias físicas. Finalmente optó por continuar en Málaga con la informática hasta alcanzar el grado de licenciado, haciendo al mismo tiempo la carrera de ciencias físicas a distancia en la UNED.
En 1993, cuando estaba finalizando estos estudios, consiguió una beca de investigación en la propia Universidad de Málaga. Se dedicó entonces a investigar en ciencias computacionales para aplicaciones en física y matemáticas. En 1996 era ya profesor titular de escuela universitaria, lo que le impuso bastante carga docente y retrasó la defensa de su tesis doctoral. Aun así en 1998 pudo defenderla con éxito, y para 2001 ya había obtenido una plaza de profesor titular de universidad.
Desde entonces ha colaborado con distintos grupos en la investigación de sistemas físicos muy diversos, pero siempre en relación con los solitones y la resolución numérica de las ecuaciones que los gobiernan. En matemáticas su trabajo se centra sobre todo en las matemáticas computacionales para la resolución de ecuaciones en derivadas parciales.

## Carrera como divulgador científico
Como docente contactó con la divulgación en primer lugar en el propio ámbito universitario, en charlas y conferencias dirigidas a estudiantes y compañeros investigadores.
En 2008 comenzó su blog de divulgación, La Ciencia de la Mula Francis, con un planteamiento de research blogging, es decir enfocado a comentar, explicar, criticar o analizar artículos científicos concretos. En 2010 unió su blog a Naukas, una plataforma en línea de divulgación científica en español. Desde entonces ha participado en los principales eventos físicos que organiza esta plataforma, vistiendo siempre una txapela. 
De 2012 a 2016 fue el responsable de la sección ¡Eureka! del programa de radio La Rosa de los Vientos, de la cadena Onda Cero. Desde 2015 colabora con frecuencia con el pódcast La Fábrica de la Ciencia, desde 2017 es colaborador habitual del pódcast Coffee Break: Señal y Ruido, y en 2018 inició su participación en Ciencia para todos, una sección periódica del programa de radio Hoy por hoy Málaga, de la Cadena SER.
En 2017 coordinó la participación de Málaga en el festival internacional Pint of Science
Su estilo de divulgación ha sido calificado por él mismo, y por otros, como sesudo, duro o «divulgación para científicos», porque no esconde la complejidad ni renuncia al lenguaje técnico. El motivo es que aunque entiende que la divulgación al público general es fundamental, también considera necesaria la divulgación dirigida a la comunidad científica y a otros divulgadores.

## Premios
- Premio UMA a la Divulgación Científica.[8]
- Premio Tesla.[9]
- II Concurso de divulgación CPAN, categoría Webs o Blogs.[10]